# 巴鲁普雷图
巴鲁普雷图（葡萄牙語：Barro Preto），前稱Governador Lomanto Júnior，是巴西巴伊亚州的一个市镇。总面积120.57平方公里，总人口6762人，人口密度56.1人/平方公里。